# Prometheus (Baum)

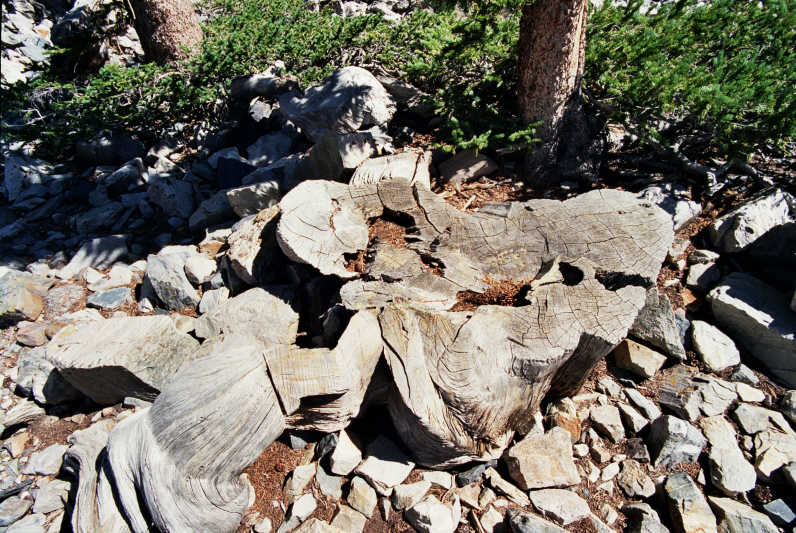
Baumstumpf von Prometheus

Prometheus (Kennziffer WPN-114) ist der Name eines der ältesten bekannten Bäume mit einem Alter von fast 5000 Jahren. Es handelte sich um eine Langlebige Kiefer (Pinus longaeva), die an der Waldgrenze des Wheeler Peak (Nevada) wuchs. Das Alter des Baumes wurde erst erkannt, nachdem er 1964 von einem für den U.S. Forest Service arbeitenden Studenten gefällt worden war.

## Über den Baum
Prometheus war eine von vielen Langlebigen Kiefern auf der Seitenmoräne eines ehemaligen Gletschers am Wheeler Peak. Der 3982 m hohe Berg ist heute Zentrum des 1986 gegründeten Great-Basin-Nationalparks im östlichen Nevada. Prometheus wuchs nahe der Waldgrenze in einem abgelegenen Teil des Gebiets. Seinen Namen erhielt Prometheus vom Journalisten David Lambert zwischen 1957 und 1961. Edward Schulman hatte an anderen Standorten erkannt, dass diese Kiefern die wohl ältesten Lebewesen sind, und hatte bereits über 4000 Jahre alte Exemplare gefunden, darunter den von ihm so benannten Methuselah (englisch für Methusalem) in den White Mountains.
Prometheus wuchs in rund 3200 m Höhe über dem Meeresspiegel. Der Baum war rund 5,1 m hoch, der lebende Teil rund 3,3 m. Der Stammumfang in 45 cm Höhe betrug 6,4 m. 92 % des Stammumfangs besaßen keine Borke, diese war nur in einem rund 50 cm breiten Streifen an der Nordseite erhalten. Die nach Süden, bergauf weisende Seite war teilweise bis über den Mittelpunkt hinein wegerodiert.
Donald Rusk Currey fällte den Baum am 7. August 1964 im Rahmen einer Arbeit, in der er unter anderem eine Dendrochronologie des Gebietes anlegte. Er ermittelte für den von ihm WPN-114 genannten Baum eine Jahresringanzahl und damit Mindestalter von 4844 Jahren. Er schloss vorläufig auf ein Alter von etwa 4900 Jahren. Einige Jahre später korrigierte Donald Graybill von der Universität von Arizona das anzunehmende Alter auf 4862 Jahre. Allerdings wurden die Jahresringe knapp zwei Meter über dem Grund gezählt, da die inneren Ringe weiter unten nicht mehr zu erkennen waren. Er galt fortan und bis 2012 als ältester nicht klonal wachsender Organismus und übertraf mit dieser Eigenschaft den nur zwei oder drei Jahrhunderte jüngeren Methuselah.
Im Jahre 2012 wurde eine Bohrkernprobe, die Edward Schulman schon in den späten 1950er Jahren in den kalifornischen White Mountains genommen hatte, erstmals ausgewertet. Der Baum, aus dem die Probe stammt, ist bekannt und lebt, die Datierung ergab ein Alter von 5062 Jahren, umgerechnet auf das Jahr 2012. Da die Bohrkernprobe für eine unabhängige Überprüfung danach nicht wiedergefunden wurde, wird der Wert mit 4862 Jahren zu diesem Zeitpunkt (etwa 4850 Jahre im Jahr der Bestimmung) angegeben.

## Weitere Forschungen

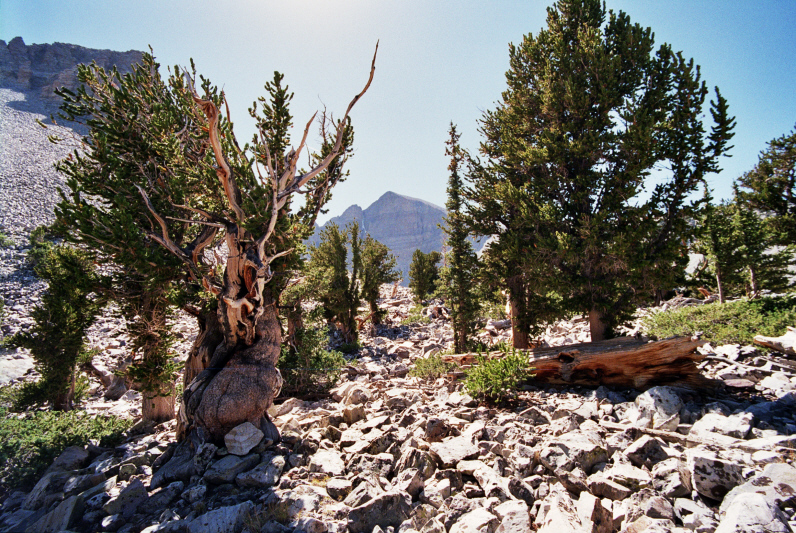
Baumgruppe um Prometheus

Donald R. Currey war Student an der University of North Carolina at Chapel Hill und studierte die klimatischen Veränderungen während der kleinen Eiszeit mithilfe der Dendrochronologie. 1963 wurde er auf die Populationen der Langlebigen Kiefern in der Snake Range im heutigen Great-Basin-Nationalpark aufmerksam. Größe, Form und Wachstumsgeschwindigkeit einiger Bäume ließen Currey deren Alter auf über 3000 Jahre schätzen. Er nahm dazu auch Proben aus dem Inneren der Stämme. Dem Studenten gelang es aber nicht, auch den WPN-114 auf diese Weise erfolgreich zu untersuchen. Warum genau, ist nicht bekannt. Über den Grund, weshalb Currey den Baum schließlich fällte, gibt es verschiedene Theorien. Es wird unter anderem vermutet, dass der für die Entnahme von Proben benötigte Bohrer beschädigt und nicht mehr zu gebrauchen war. Andere glauben, eine Entnahme von Proben wurde von Anfang an als weit weniger aufschlussreich und sicher als eine genaue Sektion betrachtet.
Die von Currey zu Tal gebrachten Teile des Baumes werden heute in mehreren Forschungsinstitutionen aufbewahrt, so zum Beispiel im Convention Center in Ely (Nevada), im Laboratory of Tree-Ring Research (Laboratorium für die Erforschung von Baumringen) der Universität von Arizona in Tucson und im Institute of Forest Genetics (Institut für Waldgenetik) des United States Forest Service in Placerville (Kalifornien). Ein Teil befindet sich auch im Besucherzentrum des Great-Basin-Nationalparks in Baker (Nevada).
Auf der Forschung aufbauend wurde mit der Borstenkiefern-Chronologie die zuverlässigste dendrochronologische Zeitreihe erstellt, die unter anderem als Kalibrierungsstandard für die Radiokohlenstoffdatierung dient.

## Auswirkungen
Die Fällung von Prometheus hat vermutlich dazu beigetragen, dass die Langlebigen Kiefern unter Schutz gestellt wurden. Bereits zuvor hatten Einzelne gefordert, um den Wheeler Peak einen Nationalpark zu schaffen, doch erst 22 Jahre nach der ersten Untersuchung an Prometheus wurde der Great-Basin-Nationalpark schließlich eingerichtet.
Die genaue Position von Methuselah und des 2012 entdeckten zurzeit ältesten bekannten lebenden Baums wird vom zuständigen U.S. Forest Service geheim gehalten. Aufgrund der Bedeutung der Langlebigen Kiefern für die Dendrochronologie stehen mittlerweile die Art und alle Exemplare unter Schutz.